# Karl Alfred Wolken
Karl Alfred Wolken (* 26. August 1929 auf Wangerooge; † 2. Juli 2020 in Rom) war ein deutscher Schriftsteller.

## Leben und Werk
Karl Alfred Wolken war der Sohn eines Schmieds. Er lebte bis 1943 auf der ostfriesischen Insel Wangerooge und besuchte danach Schulen im Harz und in Süddeutschland. Nach kurzer Teilnahme am Zweiten Weltkrieg und Kriegsgefangenschaft absolvierte er eine Schreinerlehre und arbeitete von 1949 bis 1959 als Fabrikschreiner. Ab 1960 war er freier Schriftsteller. Von 1962 bis 1964 war er auch als Lektor tätig. Ab 1965 lebte er mit seiner Frau Elisabeth Wolken, geb. Gericke, die von 1965 bis 1993 Leiterin der Deutschen Akademie in der Villa Massimo war, in Rom.
Karl Alfred Wolken ist als Verfasser von Lyrik (vorwiegend Balladen) und Prosa (vorwiegend Erzählungen) hervorgetreten. Er war Mitglied des Verbandes Deutscher Schriftsteller und des PEN-Zentrums Deutschland. 

## Auszeichnungen
- 1960: Literaturpreis des Kulturkreises der deutschen Wirtschaft
- 1962: Villa-Massimo-Stipendium
- 1963: Förderpreis des Freistaates Bayern
- 1975: Georg-Mackensen-Literaturpreis

## Werke (Auswahl)
- Halblaute Einfahrt. Stuttgart 1960.
- Die Schnapsinsel. Stuttgart 1961. Neuauflage Buchholz 2024. ISBN 978-3933077721
- Sarah und die Pferde, Erzählung, veröffentlicht in der Anthologie Beispiele, 1962.
- Wortwechsel. Stuttgart 1964.
- Zahltag. Stuttgart 1964.
- Erzählungen. Karlsruhe 1967.
- Klare Verhältnisse. München 1968.
- Außer Landes. Düsseldorf 1979.
- Die richtige Zeit zum Gehen. Düsseldorf 1982.
- Eigenleben. München 1987.
- Die ungeheure Masse der Sonne. Rom 1997.

### Herausgeberschaft
- Blick auf Rom. Gütersloh 1968